# Sterki
Sterki – osada w Polsce położona w województwie wielkopolskim, w powiecie międzychodzkim, w gminie Międzychód.
W okresie Wielkiego Księstwa Poznańskiego (1815-1848) miejscowość wzmiankowana jako Sterki folwark należała do wsi mniejszych w ówczesnym pruskim powiecie Międzyrzecz w rejencji poznańskiej. Sterki folwark należały do okręgu międzychodzkiego tego powiatu i stanowiły część majątku Gorzyca stara, którego właścicielem był wówczas Harlem. Według spisu urzędowego z 1837 roku wieś liczyła 7 mieszkańców, którzy zamieszkiwali jeden dym (domostwo).
W okresie międzywojennym w miejscowości stacjonowała placówka Straży Granicznej I linii „Sterki”.